# Kampfgeschwader 76
Kampfgeschwader 76 (dobesedno slovensko: Bojni polk 76; kratica KG 76) je bil bombniški letalski polk (Geschwader) v sestavi nemške Luftwaffe med drugo svetovno vojno.

## Organizacija
- štab
- I. skupina
- II. skupina
- III. skupina
- IV. skupina

## Vodstvo polka
Poveljniki polka (Geschwaderkommodore)
- Oberst Paul Schultheiss: 1. maj 1939
- Oberst Stefan Fröhlich: 17. november 1939
- Oberst Ernst Bormann: 26. februar 1941
- Major Wilhelm von Friedeburg: januar 1943
- Oberstleutnant Rudolf Hallensleben: 1943
- Oberst Walter Storp: 14. junij 1944
- Oberleutnant Robert Kowalewski: november 1944